# Коляда Микола Терентійович
Коляда Микола Терентійович (нар. 4 квітня 1907, с. Березівка, Прилуцький повіт, Полтавська губернія, Російська імперія — †30 липня 1935, загинув у горах Кавказу, похований у Харкові) — радянський і український композитор, музично-громадський діяч.

## Життєпис
Дитинство пройшло в Москві. Брав уроки в О. Ґольденвейзера. Юність пройшла в с. Березівка, на Полтавщині.
Закінчив Харківський музично-драматичний інститут (1931, клас С. Богатирьова). Під час навчання вирізнявся своїми здібностями, природністю та оригінальністю композиційного мислення. У музиці поєднались елементи фольклоризму й соціалістичного реалізму. Основним джерелом музичної мови Коляди стала українська народна пісенна стихія, велику кількість його творчого доробку становлять обробки народних пісень. Пізніше захопився французьким музичним імпресіонізмом.
Автор музики до фільму «Велика гра» (1934, реж. Г. Тасін, Українфільм).
Вів активну громадську діяльність, був обізнаний із сучасних художніх тенденціях в інших галузях мистецтва. Брав участь у театральному житті Харкова (1920—1930), співпрацював з Театром робітничої молоді, Лесем Курбасом. Один із фундаторів АПМУ, член оргбюро СУПРОМу, голова його творчого відділу, член музичної секції Вищого реперткому НКО УСРР.
Захоплювався альпінізмом, брав участь у численних експедиціях, у тому числі наукових. Трагічно загинув при сходженні на гори Ушба (Кавказ).

## Пам'ять
- Ім'ям Миколи Коляди названа Дитяча музична школа № 13 в м. Харків.